# Ameerega bassleri
Ameerega bassleri es una especie de anfibio anuro de la familia Dendrobatidae.

## Distribución geográfica
Esta especie es endémica del Perú. Habita en las áreas de Huánuco y San Martín entre los 274 y 1097 m sobre el nivel del mar en la vertiente oriental de la Cordillera Oriental.

## Etimología
Esta especie lleva el nombre en honor a Harvey Bassler (1883–1950).

## Publicación original
- Melin, 1941 : Contributions to the knowledge of the Amphibia of South America. Göteborgs Kungliga Vetenskaps och Vitter-Hets Samhalles Handlingar, vol. 88, p. 1–71[6]